# Bag (Maďarsko)
Bag je velká obec v Maďarsku v župě Pest, spadající pod okres Aszód. Nachází se asi 1 km jižně od Aszódu a asi 27 km severovýchodně od Budapešti. V roce 2015 zde žilo 3 703 obyvatel. Dle údajů z roku 2011 tvoří 88,4 % obyvatelstva Maďaři, 5,1 % Romové, 0,7 % Rumuni, 0,6 % Němci a 0,2 % Slováci.
Blízko Bagu prochází řeka Galga, Bagem přímo prochází dálnice M3, z níž na Bag existuje výjezd 39. Sousedními vesnicemi jsou Domony a Hévízgyörk, sousedními městy Aszód a Gödöllő.